# ستاره کوتکوویتسه
ستاره کوتکوویتسه (به لهستانی:  Stare Kotkowice) یک روستا در لهستان است که در گمینا گووگووک واقع شده‌است.